# Анфологіон

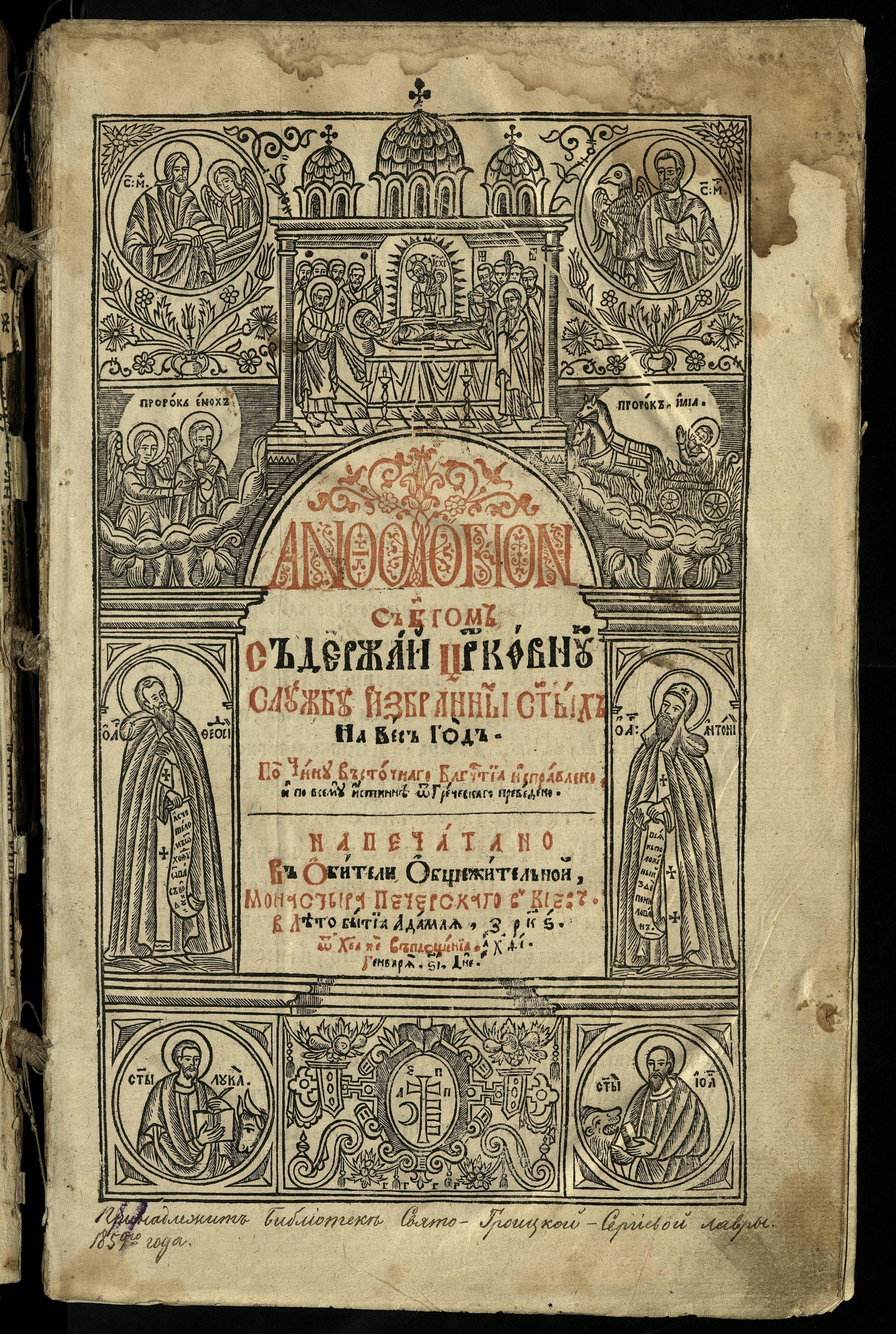
«Анфологіон», виданий 1619 року друкарнею Києво-Печерської лаври

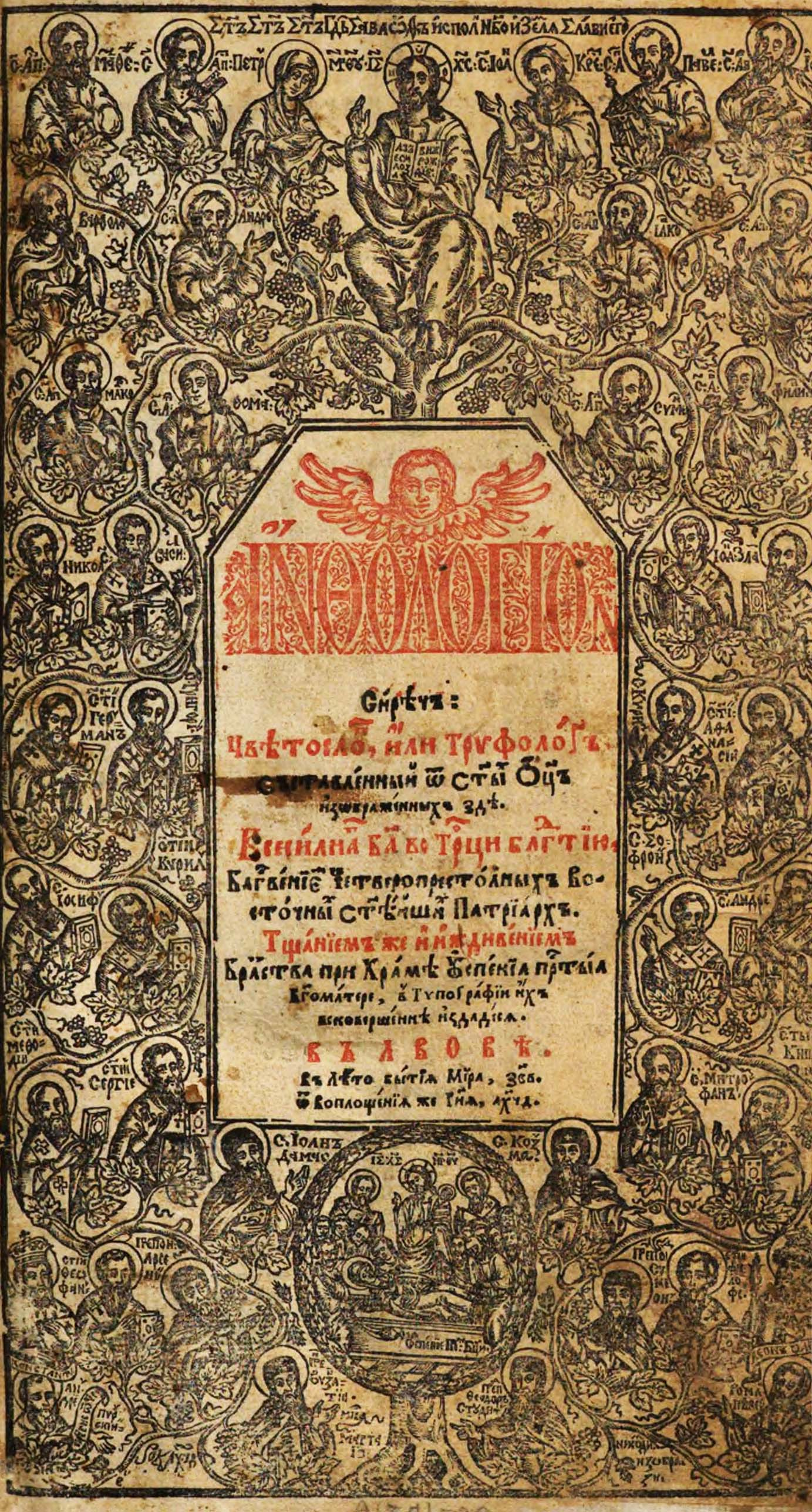
«Анфологіон», надрукований у друкарні Львівського Старопігійного Успенського братства, 1694 р.

Анфологіон — збірка вибраних служб на всі 12 місяців року, видана друкарнею Києво-Печерського монастиря в 1619 році.
Поряд зі службами на свята, які відзначаються Вселенською церквою, видавці вмістили й служби руським святим — князям Володимиру, Борису і Глібу, засновникам Печерського монастиря Антонію, Феодосію, митрополитам Петру і Олексію, мученикам князю Михайлу Чернігівському і боярину його Федору, популярній на українських землях Параскеві-П'ятниці (Покрові), пророкам Єлисею та Євфимію.
Тексти були підготовлені Іовом Борецьким. У редагуванні книжки брав участь Захарія Копистенський.